# Danville (Pennsylvania)
Danville è un comune (borough) degli Stati Uniti d'America, situato nello stato della Pennsylvania, nella contea di Montour, della quale è il capoluogo.